# Карл Лудвиг Ернст фон Зулц
Карл Лудвиг Ернст фон Зулц (на немски: Karl Ludwig Ernst von Sulz; * 13 септември 1595 във Вадуц; † 16 април 1648 в Амберг) е граф на Зулц, управляващ ландграф в Клетгау (1628 – 1648) и съдия в Ротвайл, 1629/1630 г. императорски комисар в Херцогство Вюртемберг.
През 1628 г. той поема управлението на Ландграфство Клетгау от брат му Алвиг фон Зулц (1586 – 1632), който прави военна кариера.
Той е син на граф Карл Лудвиг фон Зулц (1560 – 1616) и първата му съпруга графиня Доротея Катарина фон Сайн (1562 – 1609), дъщеря на граф Адолф фон Сайн (1538 – 1568) и графиня Мария фон Мансфелд-Айзлебен (1545 – 1588).
През 1628 г. Карл Лудвиг Ернст фон Зулц поема управлението от брат си Алвиг (1586 – 1632), който се занимава с военната си кариера.
Карл Лудвиг Ернст фон Зулц умира на 16 април 1648 г. в Амберг на 52 години.

## Фамилия
Карл Лудвиг Ернст фон Зулц се жени за братовчедката си Максимилиана фон Зулц (* 1584; † 1 септември 1623 в Тинген), дъщеря на граф Рудолф IV фон Зулц (VII), ландграф в Клетгау (1559 – 1620) и първата му съпруга Барбара, фрайин фон Щауфен († 1604/1605). Те имат един син:
- Леополд Карл (* 1622 в дворец Тинген; † 1645 в Бохемия)

Карл Лудвиг Ернст се жени втори път на 14 октомври 1624 г. в Тинген за Мария Елизабет фон Хоенцолерн-Зигмаринген (* 10 януари 1592 в Зигмаринген; † 28 октомври 1659, вдовица на граф Йохан Христоф фон Хоенцолерн-Хайгерлох (1586 – 1620), дъщеря на граф Карл II фон Хоенцолерн-Зигмаринген (1547 – 1606) и втората му съпруга богатата наследничка Елизабет от Паландт-Кулемборг (1567 – 1620).
Те имат 10 деца:
- Мария Елизабет (* 1625), омъжена за Кристоф Карл фон Валдбург (1613 – 1672)
- Йохан Лудвиг II (1626 – 1687), граф на Зулц, ландграф в Клетгау, женен I. на 2 юли 1652 г. за Мария Елизабет фон Кьонигсег-Аулендорф (1636 – 1658), II. за Евгения Мария Франциска фон Мандершайд-Кайл (1632 – 1690)
- Франц Евгений (1627 – 1636)
- Кристоф Алвиг (1629 – 1666), каноник в Страсбург
- Мария Катарина (1630 – 1686), омъжена на 20 август 1658 г. за граф Йохан VIII фон Монфор-Тетнанг (1627 – 1696)
- Ева Максимилиана (1631 – 1633)
- Фердинанд (1633 – 1636)
- Мария Терезия (1634 – 1692), абатиса на манастир Бухау (1669 – 1692)
- Анна Мария Максимилиана (1637 – 1638)
- Фердинанд Франц (1637 – 1637)